# Mortero M30
El M30 de 107 mm (4.2 pulgadas) es un mortero pesado usado para proveer de fuego indirecto de apoyo a unidades de infantería lejanas.

## Diseño
El sistema M30 pesa 305 kg con las ruedas de acero soldadas, la base en forma de plato 24A1, y la mira óptica M53 incluidas.

### Tipos de munición
- HE M329A1--max alcance 5.650 m, peso 12,3 kg
- HE M329A2--max alcance 6.800 m, peso 10 kg
- HE M34A1--max alcance 4.620 m, peso 12,2 kg

## Historia
El M30 entró en servicio en el Ejército de los Estados Unidos en 1951, remplazando al Mortero M2. Fue adoptado debido a la amplia gama y la letalidad en comparación con el anterior mortero M2 de 107 mm , así todo la M30 pesaba 305 kg, que era significativamente más que los 151 kg del M2.
Debido al peso de este mortero, lo más común fue su empleo desde un transporte blindado de personal M113. Necesitaba una dotación de 5 servidores: El comandante del vehículo, el artillero, el ayudante del artillero, el cargador del mortero, y el conductor del vehículo. La base de montaje del mortero sufre problemas cuando ha de ser operada desde tierra, ya que tiene un gran retroceso e impide disparar 2 veces seguidas al mismo blanco sin perder su posición. Tiene que excavarse un agujero lo suficientemente profundo como para que no se mueva y rellenarlo con sacos de arena.

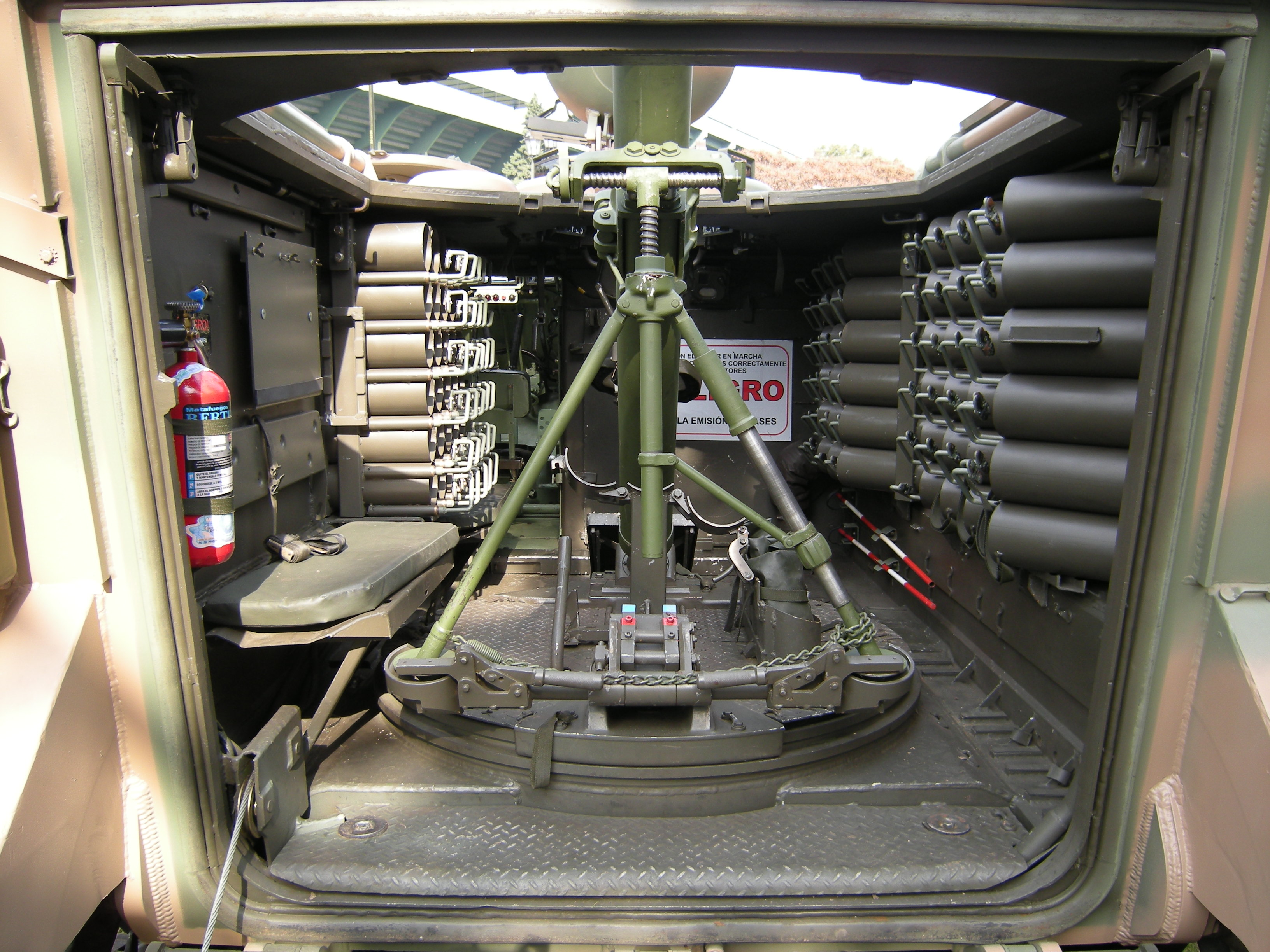
Interior de un M-1064 portamortero del Ejército Argentino; estos vehículos llevan un mortero de 120 mm, los M113 que portan un mortero M30 de 107 mm toman el nombre de M106.